# Kevin Robitaille
Kevin Robitaille (* 1958 oder 1959) ist ein ehemaliger kanadischer Snooker- und späterer Poolbillardspieler, der zwischen 1979 und 1983 für vier Saisons professioneller Snookerspieler war.

## Karriere
Robitaille verbrachte seine Jugend in Ottawa, wo er die Meri-vale High School besuchte. Bereits zu seiner Schulzeit spielte er Snooker und sammelte Erfolge im Juniorenbereich. Anlässlich eines solchen Erfolges schrieb The Ottawa Journal 1974, dass „Kevin ein Wissen über den Sport habe, das man normalerweise nicht hat, solange man nicht für zehn oder zwölf Jahre gespielt hat“. Danach entwickelte sich Robitaille zu einem der führenden kanadischen Snookerspieler. Als Amateur gelang ihm gar ein Maximum Break. Nur kurze Zeit nach seinem Schulabschluss erreichte er bei den Canadian Open 1977 das Viertelfinale und bei der Ausgabe 1978 das Halbfinale. Die Canadian Open waren ein professionelles Turnier mit der Möglichkeit für Amateure zur Teilnahme. Robitaille besiegte dabei unter anderem Doug Mountjoy und Tony Knowles. Beflügelt durch diese Erfolge wurde er zur Saison 1979/80. Er begann seine Profizeit mit einer Achtelfinalteilnahme bei den Canadian Open, verlor danach aber sowohl bei der Canadian Professional Championship als auch bei der Weltmeisterschaft sein Auftaktspiel. Danach bestritt er keine weiteren Profispiele mehr. Ohne sich je auf der Weltrangliste platziert zu haben, verlor er 1983 seinen Profistatus.
Aus dem Jahre 2018 ist überliefert, das Robitaille Kapitän des recht erfolgreichen Senioren-Snookerteams von Maple Ridge war. 2019 wurde Robitaille, als Vertreter eines Vereines aus Burnaby, bei der Regionalmeisterschaft von Vancouver Island Vize-Meister im 9-Ball.